# Landal Greenparks
Landal GreenParks B.V. er et nederlandsk baseret europæisk netværk af ferieparker. De har feriecentre i Nederlandene, Østrig, Belgien, Tjekkiet, Danmark, Tyskland, Ungarn, Schweiz og Storbritannien.
Landal Greenparks ejer over 140 feriecentre og formidler udlejning af over 15.000 feriehuse. De har hovedkvarter i Leidschendam, Zuid-Holland. Landal GreenParks har 44 ferieresorter i Nederlandene, hvilket inkluderer feriecentre og campingpladser. Landal har ca. 3.000 ansatte. Awaze var tidligere ejere af Landal Greenparks, som de solgte til Roompot i 2023.
Historien begyndte i 1954, da hollandske "Nillmij" opkøbte det hollandske feriecenter "Rabbit Hill".

## Danmark
I Danmark har Landal Greenparks seks feriecentre, som de overtog da de i 2018 opkøbte virksomheden Dayz ApS i Varde. De danske feriecentre er: Landal Fyrklit, Landal Rønbjerg, Landal Seawest, Landal Søhøjlandet, Landal Grønhøj Strand og Landal Ebeltoft.